# Alo’s Hokuriku
Az Alo’s Hokuriku (アローズ北陸; Hepburn: Arōzu Hokuriku) egy japán labdarúgócsapat volt, amely a japán harmadosztályban vett részt. Székhelye Tojamában volt, hazai mérkőzéseit a Toyama Athletic Stadiumban rendezte.
A csapat nevének Alo’s tagja az angol Antelopes szóból ered, jelentése antilopok, míg a Hokuriku az a terület, amely magába foglalja Tojamát és a szomszédos prefektúrákat.

## Története

### 1990-2007: félprofi csapatként
A klubot a Hokuriku Electric Power Company labdarúgócsapataként alapították 1990-ben. 1996-ban Alo’s Hokurikura nevezték át magukat, jelezvén, hogy közösség orientáltabbá próbálnak válni. A névváltás ellenére klubot továbbra is a cég irányította, így eredményeiktől függetlenül sem kerülhettek volna fel az első osztályba. 1996-ban és 1997-ben másodikak lettek a Hokusinecu ligában, majd 1998-ban megnyerték azt a legfőbb riválisukat, a YKK AP SC-t legyőzve, amellyel rendszeresen meg kellett küzdeniük a Császár kupában való szereplésért. 2000-ben kerültek fel az egy évvel korábban alapított harmadosztályba, miután másodikak lettek a Hokusinecu ligában. Első évükben nyolcadikok lettek hat győzelem mellett tizennégy vereséget elszenvedve. A 2001-es és 2002-es szezonokban negatív rekordot állítottak be: huszonhét egymást követő mérkőzésen voltak nyeretlenek. A 2001-es évben a harminc rangadóból mindössze négyet voltak képesek megnyerni, így utolsó előtti, a tizenötödik helyen végeztek, ám mivel ekkor még nem volt kiesés rendszer, ezért bennmaradhattak a ligában. A következő két évben a kiesés szélén voltak: 2002-ben tizenötödik, míg 2003-ban a tizennegyedik helyen végeztek. Egy évvel később már a tizedik pozíciót érték el, ám az áttörést a 2005-ös év hozta el: a harmadik helyen végeztek a legfőbb riválisuk mögött, s a Császár kupa negyedik selejtezőjéig is jutottak, ahol az első osztályban játszó Nagoja Grampus Eight ellen szenvedtek 1 – 0 arányú vereséget. A 2006-os szezont a nyolcadik helyen zárták, míg a 2007-est a negyediken, egy ponttal lemaradva a feljutást eredményező harmadik pozícióról.

### 2007: összeolvadás a riválissal
2007. szeptember 10-én a Hokuriku Electric Power Company és a YKK megegyezett a csapataik egyesítéséről a tojamai labdarúgó-szövetség nyomására. A szövetség megalapította a Tojama prefektúra városi labdarúgóklubja (富山県民サッカークラブチーム) elnevezésű szervezetet a két nagy gazdasági szervezet képviselőivel. Az egyesülésből létrejött csapat a Kataller Tojama nevet kapta és a másodosztályban játszik. Az Alo’s Hokuriku a YKK AP SC-vel ellentétben megszűnt.

## Eredményeik
| Év   | Liga       | #  | M  | Gy | D  | V  | Lg | Kg | Pont |
| ---- | ---------- | -- | -- | -- | -- | -- | -- | -- | ---- |
| 1999 | Hokusinecu | 2  | 22 | 8  | 1  | 0  | 31 | 7  | 25   |
| 2000 | JFL        | 8  | 22 | 8  | 0  | 14 | 26 | 49 | 22   |
| 2001 | JFL        | 15 | 19 | 4  | 7  | 19 | 28 | 57 | 19   |
| 2002 | JFL        | 14 | 15 | 3  | 6  | 8  | 16 | 34 | 15   |
| 2003 | JFL        | 14 | 27 | 7  | 6  | 17 | 23 | 47 | 27   |
| 2004 | JFL        | 10 | 37 | 10 | 7  | 13 | 46 | 52 | 37   |
| 2005 | JFL        | 3  | 61 | 19 | 4  | 7  | 52 | 26 | 61   |
| 2006 | JFL        | 8  | 57 | 16 | 9  | 9  | 53 | 30 | 57   |
| 2007 | JFL        | 4  | 59 | 16 | 11 | 7  | 50 | 35 | 59   |